# NGC 1033
NGC 1033 é uma galáxia espiral (Sc) localizada na direcção da constelação de Cetus. Possui uma declinação de -08° 46' 35" e uma ascensão recta de 2 horas, 40 minutos e 16,1 segundos.
A galáxia NGC 1033 foi descoberta em 1886 por Frank Leavenworth.